# Tyndall Park (circonscription électorale)
Circonscription électorale provinciale du Canada
Tyndall Park est une circonscription électorale provinciale du Manitoba (Canada).
La circonscription comprend les quartiers de Brooklands, Weston et Tyndall Park de la ville de Winnipeg.

## Liste des députés
| Tyndall Park                                              | Tyndall Park                                              | Tyndall Park                                              | Tyndall Park                                              | Tyndall Park                                              | Tyndall Park                                              |
| Nom                                                       | Nom                                                       | Parti                                                     | Mandat                                                    | Législature                                               |                                                           |
| Circonscription issue de Inkster, Wellington et St. James | Circonscription issue de Inkster, Wellington et St. James | Circonscription issue de Inkster, Wellington et St. James | Circonscription issue de Inkster, Wellington et St. James | Circonscription issue de Inkster, Wellington et St. James | Circonscription issue de Inkster, Wellington et St. James |
| --------------------------------------------------------- | --------------------------------------------------------- | --------------------------------------------------------- | --------------------------------------------------------- | --------------------------------------------------------- | --------------------------------------------------------- |
|                                                           | Ted Marcelino                                             | Néo-démocrate                                             | 2011 - 2016                                               | 40e                                                       |                                                           |
|                                                           | Ted Marcelino                                             | Néo-démocrate                                             | 2016 - 2019                                               | 41e                                                       |                                                           |
|                                                           | Cindy Lamoureux (en)                                      | Libéral                                                   | 2019 - 2023                                               | 42e                                                       |                                                           |
|                                                           | Cindy Lamoureux (en)                                      | Libéral                                                   | 2023 - présent                                            | 43e                                                       |                                                           |